# Diaphus nielseni
Diaphus nielseni är en fiskart som beskrevs av Nafpaktitis, 1978. Diaphus nielseni ingår i släktet Diaphus och familjen prickfiskar. Inga underarter finns listade i Catalogue of Life.